# Ronde van Spanje 2019/Eenentwintigste etappe
De Eenentwintigste etappe van de Ronde van Spanje 2019 wordt verreden op 15 september tussen Fuenlabrada en Madrid. 
| Fuenlabrada – Madrid (106,6 km) |                      |                        |          |
| Plaats                          | Naam                 | Ploeg                  | Tijd     |
| 1                               | Fabio Jakobsen       | Deceuninck–Quick-Step  | 2u48'20" |
| 2                               | Sam Bennett          | BORA-hansgrohe         | z.t.     |
| 3                               | Szymon Sajnok        | CCC Team               | z.t.     |
| 4                               | Jon Aberasturi       | Caja Rural-Seguros RGA | z.t.     |
| 5                               | Edvald Boasson Hagen | Team Dimension Data    | z.t.     |
| 6                               | Edward Theuns        | Trek-Segafredo         | z.t.     |
| 7                               | Tosh Van der Sande   | Lotto Soudal           | z.t.     |
| 8                               | Clément Venturini    | AG2R La Mondiale       | z.t.     |
| 9                               | Marc Sarreau         | Groupama-FDJ           | z.t.     |
| 10                              | Dion Smith           | Mitchelton-Scott       | z.t.     |

| Algemeen klassement |                    |                   |           |
| Plaats              | Naam               | Ploeg             | Tijd      |
| Rode trui           | Primož Roglič      | Team Jumbo-Visma  | 83u07'14" |
| 2                   | Alejandro Valverde | Movistar Team     | + 2'33"   |
| 3                   | Tadej Pogačar      | UAE Team Emirates | + 2'55"   |
| 4                   | Nairo Quintana     | Movistar Team     | + 3'46"   |
| 5                   | Miguel Ángel López | Astana Pro Team   | + 4'48"   |
| 6                   | Rafał Majka        | BORA-hansgrohe    | + 7'33"   |
| 7                   | Wilco Kelderman    | Team Sunweb       | + 10'04"  |
| 8                   | Carl Fredrik Hagen | Lotto Soudal      | + 12'54"  |
| 9                   | Marc Soler         | Movistar Team     | + 22'27"  |
| 10                  | Mikel Nieve        | Mitchelton-Scott  | + 22'34"  |
|                     |                    |                   |           |
| 12                  | Dylan Teuns        | Bahrain-Merida    | + 24'06"  |

1e etappe ·
2e etappe ·
3e etappe ·
4e etappe ·
5e etappe ·
6e etappe ·
7e etappe ·
8e etappe ·
9e etappe ·
10e etappe ·
11e etappe ·
12e etappe ·
13e etappe ·
14e etappe ·
15e etappe ·
16e etappe ·
17e etappe ·
18e etappe ·
19e etappe ·
20e etappe ·
21e etappe
Startlijst · Eindstanden · Afbeeldingen